# Manuel Somarriva
Manuel Somarriva Undurraga (Santiago, 28 de agosto de 1905-17 de mayo de 1988), fue un reconocido abogado y jurista chileno, especialista en Derecho civil y Derecho de familia.

## Vida
Estudió derecho en la Facultad de Derecho de la Universidad de Chile, de la cual egresó. Se desempeñó por largos años como profesor de esa casa de estudios hasta su muerte. En 1946 publicó su "Manual de derecho de familia", reconocido como uno de los más importantes de su época en la materia.

## Obras
- Tratado de las cauciones. Ediar-Conosur, 1943 - 611 p.
- Evolución del código civil chileno: homenaje al centenario de su promulgación. Editorial Nascimento, 1955 - 564 p.
- Indivisión y partición. Volumen 1. Editorial Jurídica de Chile, 1956 (segunda edición).
- Derecho sucesorio: explicaciones de clases revisadas por el profesor. Editorial Nascimento, 1961 - 743 p.
- Curso de derecho civil: basado en las explicaciones de los profesores de la Universidad de Chile: Arturo Alessandri Rodríguez y Manuel Somarriva Undurraga. Volúmenes 1-2. Editorial Nascimento, 1962.
- Derecho de familia. Editorial Nascimento, 1963 (segunda edición) - 782 p.
- Evolución del código civil chileno. Temis, 1983 (segunda edición) - 379 p. ISBN 8482722913, ISBN 9788482722917
- Las obligaciones y los contratos ante la jurisprudencia. Editorial Jurídica de Chile, 1984 (segunda edición) - 422 p.
- Tratado de los derechos reales: bienes. Volumen 1. (en coautoría de Arturo Alessandri Rodríguez y Antonio Vodanovic Haklicka). Editorial Temis : Editorial Jurídica de Chile, 2001 (sexta edición) - 466 p. ISBN 9583503274, ISBN 9789583503276
- Tratado de Derecho Civil: Partes Preliminar y General (en coautoría de Arturo Alessandri Rodríguez y Antonio Vodanovic Haklicka). Juridica de Chile, 2005 (séptima edición). ISBN 9561015900, ISBN 9789561015906